# 우치다 다쿠야
우치다 다쿠야(일본어: 内田 宅哉, 1998년 6월 2일 ~ )는 일본의 축구 선수이다. 현재 FC 도쿄에서 J1리그의 나고야 그램퍼스로 임대되어 뛰고 있다.

## 구단 경력
그는 2016년부터 J리그의 FC 도쿄, 나고야 그램퍼스에서 뛰었다.